# Poedinok v tajge
Poedinok v tajge (Поединок в тайге) è un film del 1977 diretto da Ivan Vladimirovič Lukinskij e Vladimir Zlatoustovskij.

## Trama
1918 anno. Il membro di Komsomol Zorik arriva in una lontana stazione della taiga. Attira i ragazzi al suo fianco e organizza una squadra giovanile da combattimento, che riesce a fermare e disarmare un treno blindato delle Guardie Bianche.